# Schleuse Leerstetten
Die Schleuse Leerstetten ist eine von 16 Schleusen im Main-Donau-Kanal. Sie befindet sich zwei Haltungen nördlich dessen Scheitelhaltung, südlich von Nürnberg und ist eine Sparschleuse.

## Schleuse
Die Kammer der Schiffs-Einzelschleuse liegt bei Kanal-Kilometer 84,32, hat bei einer Kammerlänge von 200 m eine nutzbare Länge von 190 m und eine Nutzbreite von 12 m.
Das Oberwasser hat eine Höhe von 356,66 m ü. NN, die des Schleusen-Unterwassers liegt bei 331,99 m ü. NN. Wie bei den Schleusen in Hilpoltstein und Eckersmühlen beträgt die Schleusungs-Fallhöhe 24,67 Meter und hat damit die größte Fallhöhe, die in Deutschland bisher gebaut wurde.
Die Kammer hat ein Volumen von 60.442 m³, pro Schleusung werden 24.619 m³ Wasser benötigt. Durch die Hub- und Senkgeschwindigkeit von 1,5 m/min ergibt sich eine Schleusungsdauer von rund 16 Minuten.

## Steuerung
Die Schleuse hat einen eigenen Kommandostand, wird aber seit 2007 aus der Revierzentrale der WSV in Hilpoltstein fernbedient. Von dort aus werden auch die Schleusen Bachhausen, Eckersmühlen und Hilpoltstein ferngesteuert. Ab 2024 soll die Steuerung von zwölf Schleusen aus der Leitzentrale Nürnberg erfolgen, später die aller 16 Kanalschleusen.
Die Schleuse ist, außer bei Betriebsstörungen wie beispielsweise Unfällen, Wartungsarbeiten oder Eisgang, ganzjährig rund um die Uhr betriebsbereit und nachts beleuchtet. Im Ober- und Unterwasser bestehen jeweils Schleusenvorhäfen für die Berufsschifffahrt, Warteplätze mit Sprechstellen für die Freizeitschifffahrt und Slipanlagen für Kleinfahrzeuge. Kleinfahrzeuge werden nur tagsüber und meist zusammen mit der Großschifffahrt abgefertigt. Muskelkraftbetriebene Wasserfahrzeuge werden nicht geschleust; für diese steht an den Slipstellen ein bepfandeter Transportwagen zum händischen Umsetzen bereit.

## Wasserkraftanlage
Seit Dezember 2013 ist an der Schleuse das Kraftwerk Leerstetten der Bayerischen Landeskraftwerke in Betrieb, das Teil der Donau-Main-Überleitung ist.

## Betriebsstörungen
- Am 1. März 2004 ging ein Kreuzfahrtschiff im Unterwasser der Schleuse Leerstetten leck und drohte zu sinken. Das Schiff musste vom THW gelenzt werden und die Schifffahrt wurde kurzzeitig eingestellt.[8]
- Am 7. Juli 2011 rammte ein Gütermotorschiff den Fußgängersteg der Schleuse. Die Schifffahrt kam vorübergehend zum Erliegen, da auch das Schleusentor erst überprüft werden musste.[9]
- Am 30. März 2012 kollidierte der Lastkran eines Gütermotorschiffes beim Umsetzen eines PKW im Oberwasser der Schleuse Leerstetten mit einer Hochspannungsleitung und riss diese ab. Auch der Kran und der PKW wurden hierbei zerstört. Die Schifffahrt wurde durch die Bergungs- und Reparaturarbeiten behindert.[10]